# Femi Oladipo
Femi Joshua Oladipo (* 27. Juni 1990 in Berlin) ist ein deutscher Basketballspieler. Er spielte für Ulm in der Basketball-Bundesliga.

## Laufbahn
Oladipo stammt aus der Berliner Talentschmiede TuS Lichterfelde. Über das Basketballinternat an der Urspringschule kam er 2007 nach Bremerhaven und wurde dort in der Jugend sowie in der Nachwuchsfördermannschaft des Erstligisten Eisbären Bremerhaven eingesetzt, mit der er von der Oberliga in die zweiten Regionalliga aufstieg. Zudem stand er im erweiterten Bundesliga-Kader. Im Frühjahr 2008 nahm er mit der U18-Nationalmannschaft am Albert-Schweitzer-Turnier teil.
Ende Januar 2009 wechselte Oladipo von Bremerhaven zum Oldenburger TB. Er wurde in der ersten Regionalliga sowie im Oldenburger U19-Team in der NBBL eingesetzt.
Zwischen 2009 und 2011 spielte er für die Crailsheim Merlins in der 2. Bundesliga ProA. In dieser Zeit, nämlich im Jahr 2010, stand er im Kader der U20-Nationalmannschaft, ehe er im Juli 2011 vom Bundesligisten Ratiopharm Ulm unter Vertrag genommen wurde. Er kam in der Saison 2011/12 zu 14 Einsätzen in der höchsten deutschen Spielklasse und verstärkte dank einer „Doppellizenz“ auch die Mannschaft von Ulms Kooperationspartner BG Illertal/Weissenhorn in der 2. Bundesliga ProB. Knieprobleme setzten Oladipo in der Folge lange außer Gefecht, 2016 kehrte er beim Regionalligisten Grevenbroich aufs Spielfeld zurück.
Ende September 2017 wurde Oladipo von den Baskets Wolmirstedt unter Vertrag genommen und wechselte damit in die zweite Regionalliga. Er schaffte im Spieljahr 2017/18 mit Wolmirstedt als ungeschlagener Meister den Aufstieg in die erste Regionalliga und verließ den Verein anschließend, um aus beruflichen Gründen nach Berlin zu ziehen. Im August 2018 wurde Oladipo deutscher Meister in der Basketballvariante „3-gegen-3“, zu seinen Mannschaftskameraden gehörte dabei auch NBA-Spieler Dennis Schröder. Im April 2019 erhielt der mittlerweile vereinslose Oladipo eine Berufung in die deutsche „3-gegen-3“-Nationalmannschaft.
Im Sommer 2019 wurde er als Neuzugang der Wolmirstedter Mannschaft verkündet, spielte dann aber für den ASV Berlin in der 2. Regionalliga. 2021 wurde er Spieler des Regionalligisten BG 2000 Berlin.